# Нежинский региональный ландшафтный парк
Нежинский региональный ландшафтный парк (укр. Ніжинський регіональний ландшафтний парк) — региональный ландшафтный парк, расположенный на территории Нежинского района (Черниговская область, Украина). Площадь — 6122,7 га.

## История
Нежинский региональный ландшафтный парк был создан Решением Черниговского областного совета от 28.05.2015 года «Про создания регионального ландшафтного парка «Нежинский»» («Про створення регіонального ландшафтного парку «Ніжинський»»). Площадь парка была увеличена Решением Черниговского областного совета от 10.10.2015 года «Про изменение границ регионального ландшафтного парка «Нежинский»» («Про зміну меж регіонального ландшафтного парку «Ніжинський»»).
2 ноября 2016 года была открыта эколого-познавательная тропа «Лесной уют» («Лісовий затишок») длиной 1,15 км, которая расположена на окраине села Кукшин. Цель тропы — ознакомление посетителей с природой парка и его экосистемами. 20 декабря 2016 года — «Наследие предков» («Спадщина предків») длиной 2,5 км в заказнике «Зайцевы сосны» у села Малая Кошелевка.

## Описание
Нежинский региональный ландшафтный парк расположен в междуречье Десны и Остра: на территории Вертиевского, Григо-Ивановского, Кукшинского, Колисниковского, Стодольского сельсоветов и ГП «Нежинское лесное хозяйство» Нежинского района.
В Нежинский РЛП были включены такие объекты ПЗФ: ботанический заказник общегосударственного значения «Середовщина», ботанические заказники местного значения: «Боромики», «Зайцевы сосны», «Урочище Лубянка», «Урочище Лисаривщина», гидрологические заказники местного значения: «Колисникивский», «Переходивский».
Здесь есть две эколого-познавательные тропы и веломаршрут.

## Природа
Парк расположен в зонах смешанных лесов и лесостепи: в областях Европейской широколиственной лесной и Европейской-Сибирской лесостепной. Ландшафт представлен классом равнинных восточноевропейских ландшафтов и тремя типами: смешано-лесные, лесостепные и пойменные. Преобладают дерново-подзолистые почвы. Невзирая на антропогенное влияние (осушительная деятельность), на территории урочища Смолянка (восточнее села Кукшин) присутствуют редкие растительные сообщества, занесённые в Зелёную книгу Украины, животные, занесённых в Красную книгу Украины и виды охраняемые международными конвенциями.
11 видов сосудистых растений и 39 видов животных (в т.ч. 28 хребетных) занесены в Красную книгу Украины.
В парке доминируют лесная и болотная растительности. Лесная представлена преимущественно средневековыми лесными насаждениями неприродного происхождения. Леса размещены на террасах и притеррасовых участках рек Остёр и Смолянка. Особую ценность составляют лесные насаждения граба (возрастом 70-80 лет) и дубравы (100-120 лет) на месте бывшего заказника Середовщина. Болотная растительность относится к классу сообществ эвтрофных болот. Меньшие площади заняты луговой и водной растительностью. Водно-болотная растительность представлена редкими сообществами видов кубышка жёлтая (Nuphar lutea), кувшинка снежно-белая (Nymphaea candida), кувшинка белая (Nymphaéa álba).
Является местом селения барсука, занесённого в Красную книгу Украины. Также встречаются косуля, лось, дикая свинья. Водно-болотные угодья являются местом гнездования, например чёрного аиста, занесённого в Красную книгу Украины, и остановки мигрирующих птиц. Виды, занесённые в ККУ: стрекоза перевязанная (Sympetrum pedemontanum), волосатый стафилин (Emus hirtus), жук-олень (Lucanus cervus), мускусный усач (Aromia moschata), корнеед-крестоносец (Dorcadion equestre), махаон (Papilio machaon), мнемозина (Parnassius mnemosyne), медведица-госпожа (Callimorpha dominula), дисцелия зональная (Discoelius zonalis), фиолетовый шмель-плотник (Xylocopa violacea), радужный шмель-плотник (Xylocopa iris).